# Eder József Károly
Eder József Károly (Brassó, 1760. január 20. – Nagyszeben, 1810. február 11.) bölcseleti doktor, abbé és római katolikus elemi főiskolai igazgató.

## Élete
Eder János Károly földbirtokos és városi tanácsos fia volt. Gimnáziumi tanulmányait Budán végezte, ezt követően az egyetemen bölcseletet és teológiát hallgatott és 1778 decemberében bölcseleti doktor lett. A marosvásárhelyi római katolikus gimnáziumban tanított rövid ideig, majd 1783-ban miséspappá szentelték, és mint a költészet tanárát a nagyszebeni gimnáziumhoz helyezték át. 1784-ben Batthyány Ignác püspök ajánlására a II. József császártól az iskolák rendezése céljából alkotott bizottság tagja lett, és 1787. február 21.-én a nagyszebeni elemi iskola igazgatójává nevezték ki. Kutatásainak és tanulmányának fő tárgya az államjog és a történelem volt; munkálataihoz bő anyagot szolgáltattak az erdélyi városi és az addig nehezen hozzáférhető szász levéltárak és a gyulafehérvári országos levéltár.
Samuel von Brukenthal és Michael Bruckenthal testvérekkel szoros baráti viszonyban állt, és buzgón támogatta utóbbit a II. József korszakát követő fellendüléskor a szász jogoknak visszaállítására irányuló törekvéseiben. Az ő számára írta a csak később megjelent tanulmányokat: Politischer Zustand der Sachsen vor der engeren Vereinigung der drei Nationen (Archiv des Vereins für siebenb. Landeskunde I.) és Wer waren die Provinziales in Siebenbürgen (Uo. N. F. VII.) 1799. október 17. I. Ferenc császár a művészetek és tudományok aranyérmét adta neki; a göttingeni tudós társaság még 1798. december 30. tagjai közé választotta, és 1804. május 1. külföldi titkárjának és ügynökének nevezte ki.

## Munkái
- Supplex libellus Valachorum Transsilvaniae, jura tribus receptis nationibus communia postliminio sibi adseri postulantium. Cum notis historico-criticis. Claudiopoli, 1791.
- De initiis juribusque primaevis saxonum Transylvanorum commentatio… Viennae, 1792.
- Erdélyország ismertetésének zsengéje. Kolozsvár és Szeben, 1796. és 1826. (Német fordításban 1796. és 1824-ben Szebenben jelent meg.)
- Breviarium juris Transilvanici… Cibinii, 1800. (Az Approbáták, 1653. és Compiláták 1669., latin fordítása De fontibus juris Transsilvanicis c. bevezetéssel.)
- Antiquarische Erörterung neulich in Siebenbürgen gefundener Goldmünzen und Ruinen. Uo. 1803.
- Observationes criticae et pragmaticae ad historiam Transsilvaniae sub regibus Arpadianae et mixtae propaginis. Additis decem excursibus ceu prolegominis historiae sub principibus Transsilvaniae. Cibinii, 1803. (Martin Felmer: Primae lineae Transsilvaniae historiam illustrantes c. munkájára írt megjegyzések, amelyekhez Eder közel 2000, addig ismeretlen oklevelet használt.)

A Kolozsvártt 1792-ben alakult erdélyi «Kézirások társasága» által kiadott Scriptores rerum Transsilvanicarum című vállalatban kiadta Christian Schesaeus Ruina Pannonica négy első könyvét (1540–52.), mint a gyűjtemény I. kötetének 1. részét (Cibinii, 1797.) jegyzetekkel, történelmi s államjogi kitérésekkel és kettős kritikai indexszel; úgyszintén az Ambrosii Simigiani, Historia rerum Ungaricarum et Transsilvanicarum ab anno 1490 usque 1606. első könyvét, szintén jegyzetekkel (Uo. 1800.)
Kiadta Páriz-Pápainak Magyar-latin-német Dictionáriumának II. kötetét. (Nagy-Szeben és Pozsony, 1803.)
Kézirati gyűjteményét, összesen 85 kötetet, József nádor vette meg 1808-ban 4500 frtért a Magyar Nemzeti Múzeum számára.
Cikkeket írt a Zeitschrift von und für Ungern és Annalen der oesterr. Literatur und Kunst c. folyóiratokba.